# 栃木県立さくら清修高等学校
栃木県さくら清修高等学校（とちぎけんりつさくらせいしゅうこうとうがっこう）は栃木県さくら市氏家に所在する公立の高等学校。

## 設置学科
- 総合学科
  - 人文科学系列
  - 国際・文化系列
  - 自然科学系列
  - 数理・生命系列
  - 情報・サービス系列

## 特色
本校は、栃木県立氏家高等学校と同喜連川高等学校を統合して誕生し、旧・氏家高等学校の校舎を使用している。

### 所在地
- 栃木県さくら市氏家2807

### アクセス
- JR宇都宮線氏家駅より徒歩17分

### 沿革
- 栃木県立氏家高等学校
  - 1924年（大正13年）　栃木県立氏家高等女学校として創立
  - 1948年（昭和23年）　氏家高等学校と改称、男女共学化
  - 1951年（昭和26年）　栃木県立氏家高等学校と改称
  - 1994年（平成6年） 創立70周年記念式典
  - 2004年（平成16年）　創立80周年記念式典
  - 2006年（平成18年）　募集停止

- 栃木県立喜連川高等学校

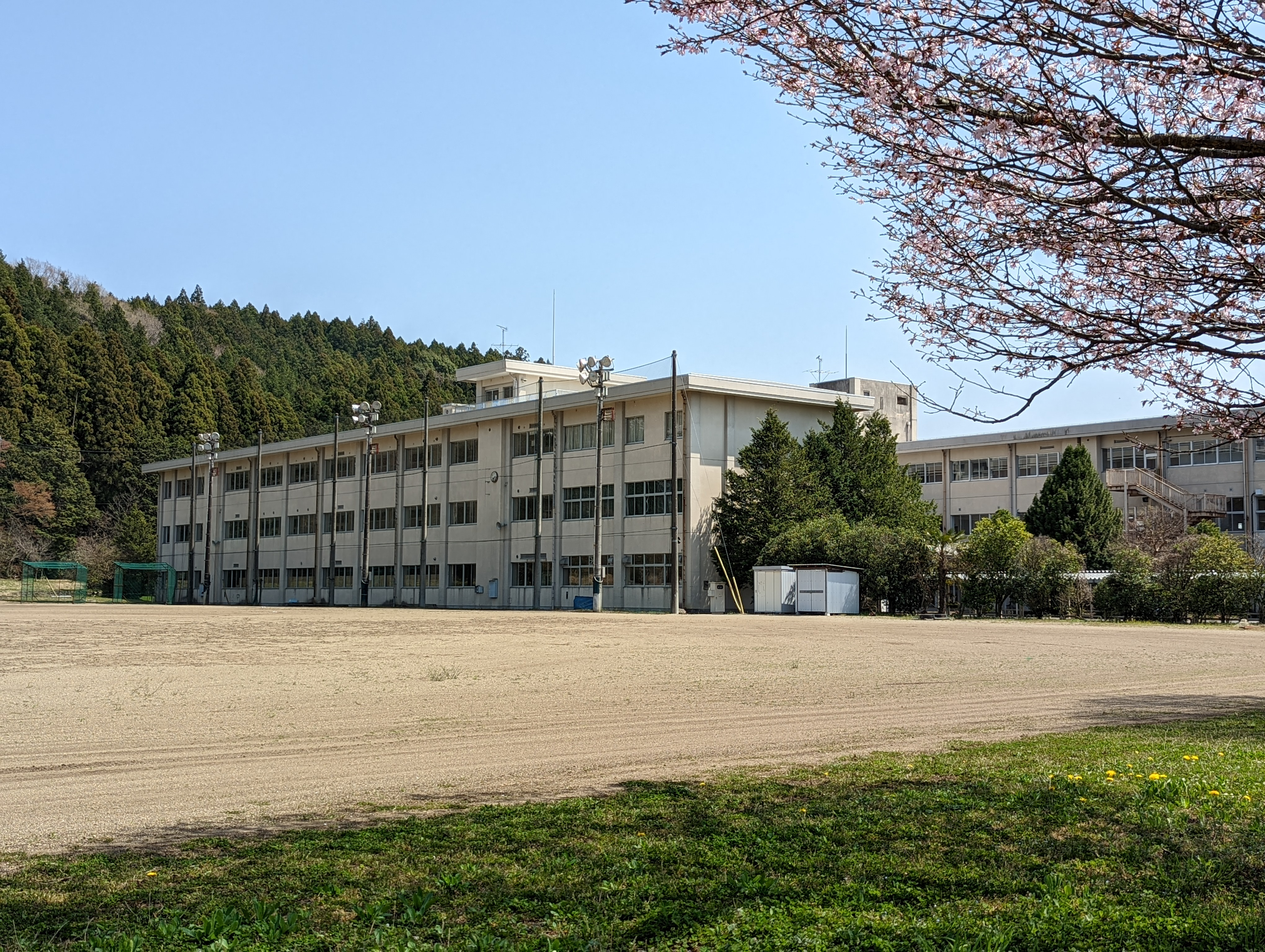
旧喜連川高等学校の校舎。統合後は映画やテレビドラマなどのロケ地として、積極的な跡地利用が行われている。

  - 1946年（昭和21年）　栃木県喜連川農学校開校
  - 1949年（昭和24年）　喜連川高等学校と改称
  - 1951年（昭和26年）　栃木県立喜連川高等学校と改称
  - 1996年（平成8年）　創立50周年記念式典
  - 2006年（平成18年）　募集停止
- 2006年（平成18年） 栃木県立氏家高等学校、同喜連川高等学校を統合し誕生

### 学区
栃木県立高校普通科・総合学科における学区は平成27年度入試より廃止されている。
それ以前の学区は以下の通り。下記以外の県内市町からは定員の25%まで入学が認められていた。
- さくら市
- 那須烏山市
- 矢板市
- 塩谷郡：塩谷町、高根沢町
- 那須郡那珂川町
- 宇都宮市

## 部活動
本校には、運動部16，文化部17の合計33の部活動が存在する。それぞれの部活動の活動内容等の詳細は以下の公式サイトの部活動紹介を参照すると良い。
公式サイト部活動紹介

### 運動部
- 陸上競技部
- 野球部
- 男子バスケットボール部
- 女子バスケットボール部
- 男子バレーボール部
- 女子バレーボール部
- サッカー部
- 男子ソフトテニス部
- 女子ソフトテニス部
- 卓球部
- 水泳部
- ソフトボール部
- ダンス部
- 柔道部
- 弓道部

- 剣道部

### 文化部
- 写真部
- 演劇部
- 吹奏楽部
- 合唱部
- 筝曲部
- 美術部
- 書道部
- 茶華道部
- 科学部
- 料理部
- 漫画研究部
- 手芸部
- 数学部
- 語学研究部
- 小倉百人一首かるた部
- 放送部
- ビジネス研究部